# Enrico Barbin
Enrico Barbin (Treviglio, 4 maart 1990) is een Italiaans wielrenner die anno 2019 rijdt voor Bardiani CSF. In 2012 liep hij stage bij deze ploeg, waarna hij een contract voor het jaar erna kreeg.
In 2017 behaalde hij de belangrijkste overwinning uit zijn carrière, toen hij de zesde etappe van de Ronde van Langkawi op zijn naam schreef. Hij versloeg Anthony Giacoppo en Filippo Pozzato in de massasprint.

## Belangrijkste overwinningen
2008
1e etappe Tour du Pays de Vaud (ploegentijdrit)
2012
1e etappe Toscana-Terra di Ciclismo
GP della Liberazione
Trofeo Città di San Vendemiano
Trofeo Alcide Degasperi
6e etappe Girobio
2017
6e etappe Ronde van Langkawi

## Resultaten in voornaamste wedstrijden
| Jaar | Ronde van Italië | Ronde van Frankrijk | Ronde van Spanje |
| ---- | ---------------- | ------------------- | ---------------- |
| 2014 | 119e             |                     |                  |
| 2015 | opgave           |                     |                  |
| 2016 |                  |                     |                  |
| 2017 | 124e             |                     |                  |
| 2018 | 94e              |                     |                  |
| 2019 | opgave           |                     |                  |

| Jaar | Milaan-San Remo | Amstel Gold Race | Ronde van Lombardije |
| ---- | --------------- | ---------------- | -------------------- |
| 2014 | opgave          | 32e              | opgave               |
| 2015 | opgave          | 111e             | 67e                  |
| 2016 | 72e             |                  | opgave               |
| 2017 | 136e            | opgave           | opgave               |
| 2018 | 100e            |                  |                      |
| 2019 |                 | 111e             | opgave               |

## Ploegen
- 2012 –  Colnago-CSF Inox (stagiair vanaf 1-8)
- 2013 –  Bardiani Valvole-CSF Inox
- 2014 –  Bardiani CSF
- 2015 –  Bardiani CSF
- 2016 –  Bardiani CSF
- 2017 –  Bardiani CSF
- 2018 –  Bardiani CSF
- 2019 –  Bardiani CSF

Andreetta · Barbin · Battaglin · Boem · Bongiorno · Chirico · Colbrelli · Manfredi · Piechele · Pirazzi · Ruffoni · Simion · L.Sterbini · S.Sterbini · Tonelli · Zardini
Andreetta · Barbin · Boem · Bongiorno · Chirico · Ciccone · Colbrelli · Maestri · Pirazzi · Rota · Ruffoni · Simion · L.Sterbini · S.Sterbini · Tonelli · Velasco · Zardini
Albanese · Andreetta · Barbin · Boem · Bresciani · Ciccone · Maestri · Maronese · Pacinotti · Pirazzi · Rota · Ruffoni · Simion · Sterbini · Tonelli · Velasco · Wackermann · Zardini · Fortunato (stagiair) · Orsini (stagiair)
Albanese · Andreetta · Barbin · Bresciani · Carboni · Ciccone · Guardini · Maestri · Maronese · Orsini · Rota · Savini · Senni · Simion · Sterbini · Tonelli · Wackermann
Albanese · Barbin · Bresciani · Carboni · Covili · Guardini · Maestri · Maronese · Orsini · Pessot · Romano · Rota · Savini · Senni · Simion · Tonelli · Wackermann